# Поворотный круг (театр)

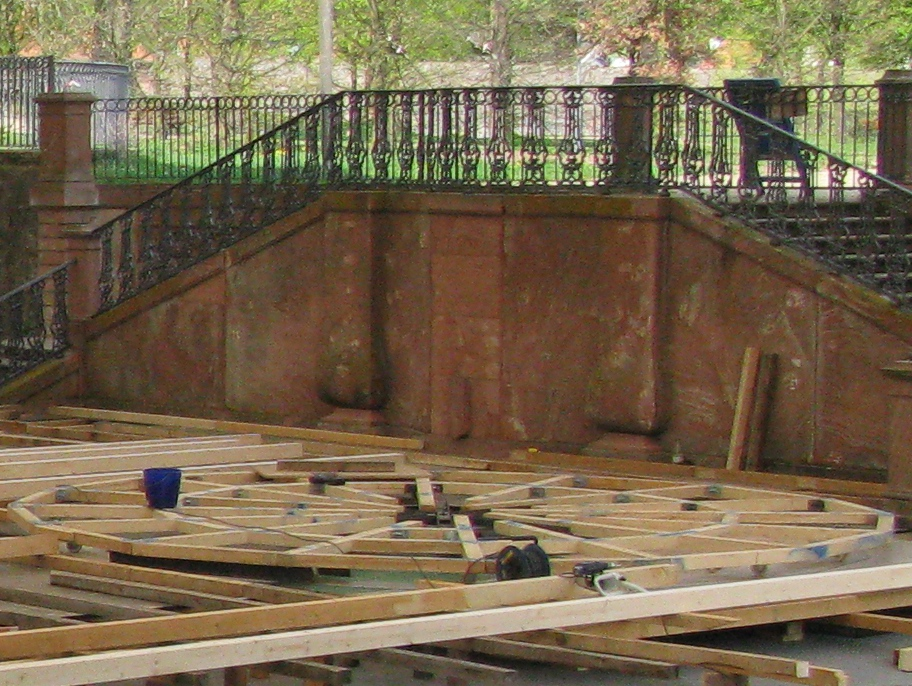
Основа поворотной сцены

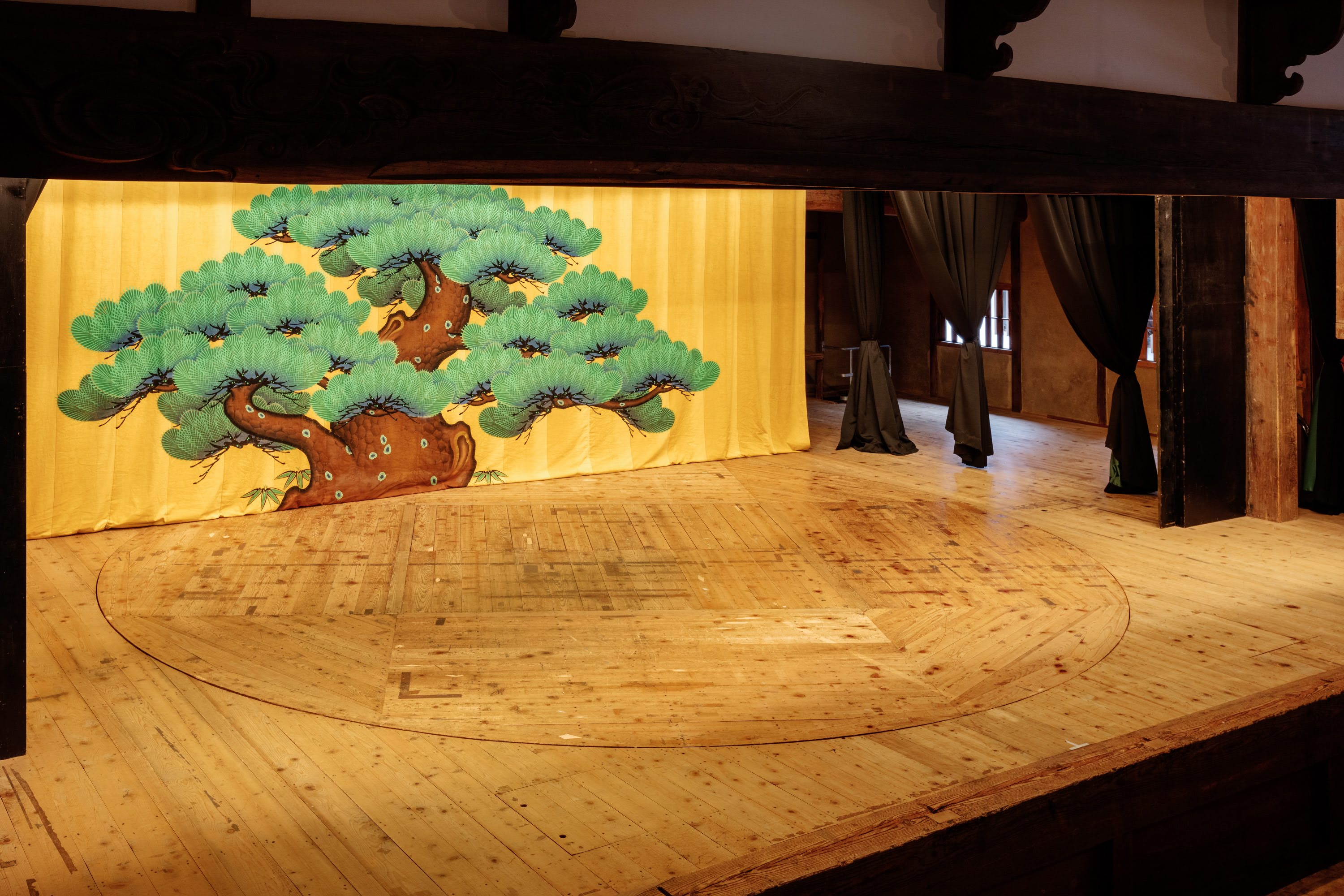
Поворотная сцена в театре кабуки

Поворотный круг — часть планшета, выполненная в форме круга, вращающегося вокруг центральной оси. Сценический круг предназначен для перемещения по окружности декораций и исполнителей. Он позволяет производить быструю смену объемных декораций, дает возможность развертывать действие в изменяющемся пространстве, осуществлять приемы кинематографической панорамы, крупного плана, построение динамических мизансцен. Это сильное средство усиления эмоционального воздействия на зрителя.
По конструкции круги разделяются на три типа — врезные дисковые, барабанные и накладные. Врезной дисковый круг — это плоский диск, врезанный в планшет сцены так, что уровень настила круга точно совпадает с уровнем настила всей сцены. Вращающийся диск снабжается съемными щитами для образования люков. Барабанный круг представляет собой двух- или трехэтажную конструкцию, верхний этаж которой находится на одном уровне с планшетом сцены. В плоскость круга вписываются отдельные площадки, поднимаемые и опускаемые при помощи электропривода или гидравлики. Подъем и спуск площадок может производиться одновременно с вращением круга. Сочетание вертикального и вращательного движения значительно повышает художественные возможности поворотной сцены. Наряду с этими стационарными устройствами большое распространение получили накладные круги. Само их название говорит о том, что это временные сооружения, накладываемые поверх основного планшета. Несложные конструкции разборных кругов легко монтируются на планшете во время установки декораций и убираются по окончании спектакля. Они не связаны законом соотношения диаметра к ширине портала и могут быть использованы на сценах любых размеров. Количество накладных кругов, применяемых в одном спектакле, в принципе, неограниченно. Известны случаи использования трех, четырех и даже пяти вращающихся дисков. Их местоположение не зафиксировано раз и навсегда, как у врезного или барабанного круга, а может меняться в зависимости от желания художника и режиссёра. В этом большое преимущество системы временных, переносных конструкций поворотных кругов.
Однако данная система имеет свои недостатки. В накладных кругах довольно затруднительно, а подчас и совсем невозможно применение не только подъемно-опускных площадок, но и простых люков-провалов. Кроме этого, уровень настила круга всегда выше уровня основного планшета сцены. Следовательно, чтобы уничтожить перепад высот между кругом и сценой, нужны специальные станки-выстилки, как бы приподнимающие неподвижные части сцены в пределах игровой площадки. Строительство этих дополнительных станков зачастую приводит к значительным материальным и трудовым затратам.
Поворотный круг изобретён в Японии драматургом Намики Сёдзо в 1758 году для театра Кабуки, а в 30-х годах XIX в. там же появилось устройство для двойного вращения сцены, что создавало широкие возможности для сценического воплощения пьес. В 1896 году поворотный круг был впервые применён на европейской сцене, с его помощью в «Резиденц-театре» (г. Мюнхен) была поставлена опера «Дон Жуан». Поворотный круг мюнхенского театра представлял собой накладной деревянный 16-метровый круг из 16 отдельных сегментов, вращавшийся непосредственно по планшету сцены. Однако подобная конструкция предполагала и сегментарную установку декораций, что делало невозможным использование глубокой перспективы. Добиться эффекта глубокой перспективы на круге удалось К. С. Станиславскому и М. Рейнхардту за счёт установки декораций не на отдельных сегментах, а на круге в целом. В постановках Станиславского поворотный круг вообще играл достаточно важную роль. Например, в описании постановки оперы «Севильский цирюльник», осуществлённой в Оперном театре им. Станиславского в 1933 году, отмечено, что «круг определил ритм, „подтолкнул“ и ускорил действие, завертел его в такт фиоритурам и пассажам Россини. Круг определил строй сценического существования артистов, обусловил воздушность их перемещений, быстроту реакций, легкость принятия решений, готовность к моментальному переходу из обороны в наступление — и из наступления в оборону. Круг сделал подвижным и „музыкопроницаемым“ традиционный сценический павильон, подробно обставленный Станиславским». Более того, некоторые литературоведы одной из причин сравнительно неудачных попыток обращения Станиславского к шекспировскому репертуару считают отсутствие во времена Шекспира поворотного круга. В наше время поворотный круг является необходимой принадлежностью сцены драматического театра, кроме того, иногда он применяется и в оперно-балетных театрах в виде сборно-разборной установки.